# Papier à en-tête
Un papier à en-tête est une feuille de papier de correspondance sur laquelle est imprimée le sigle, l'adresse, le logo de l'expéditeur. Cette inscription est généralement située dans l'angle supérieur gauche de la feuille.

## Pour les entreprises
En France, les papiers à en-tête et documents commerciaux des entreprises, doivent contenir les informations obligatoires telles que le numéro de SIREN, le numéro RCS, le lieu du siège social, un état de liquidation si c’est le cas, avec le nom du ou des liquidateurs, la dénomination sociale suivie de la forme juridique (EURL, SARL, SAS, SA...).

## Galerie

Exemple de papiers à en-tête dans les années 1910
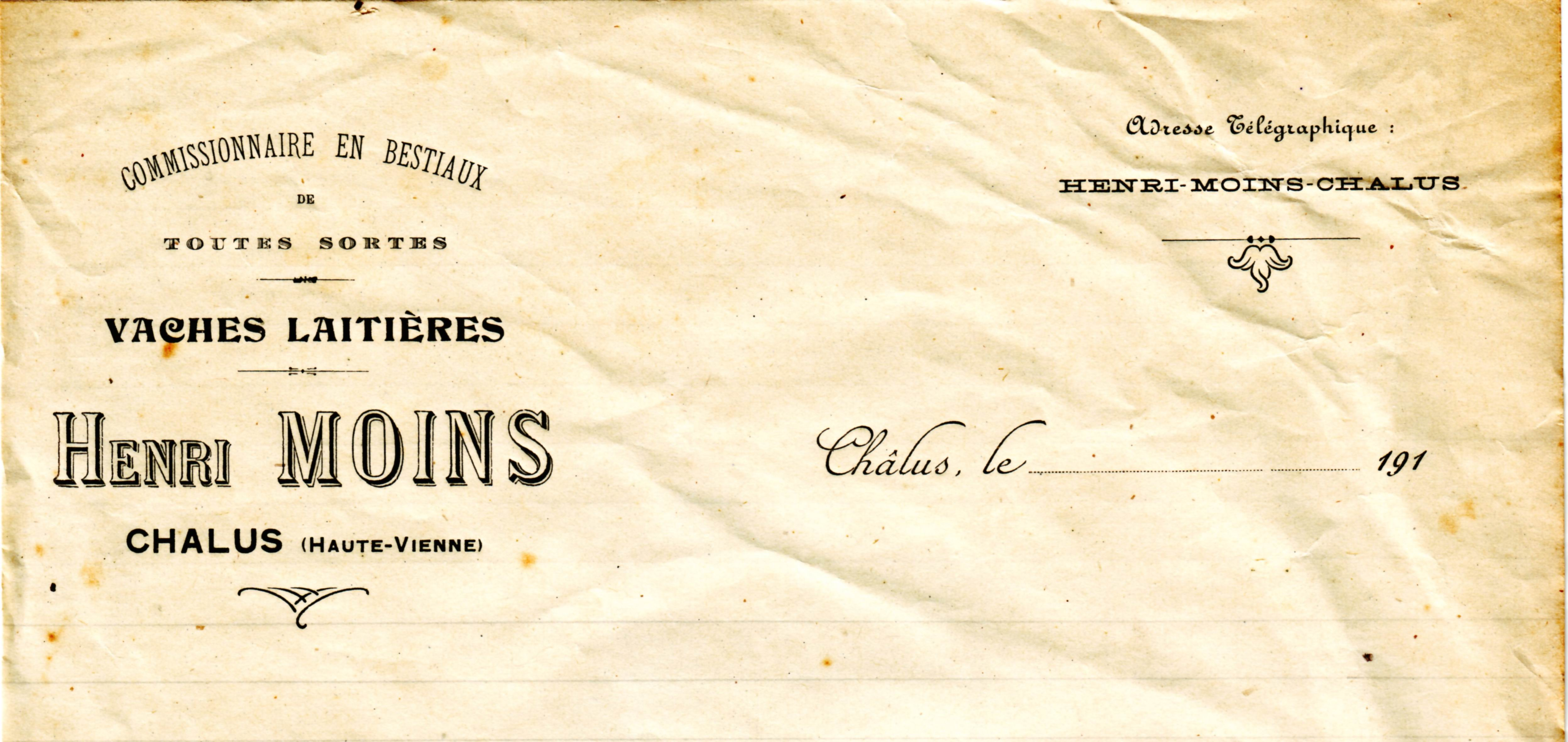
Papier à en-tête d'une maison de négoce en bestiaux, Châlus, France, 1910
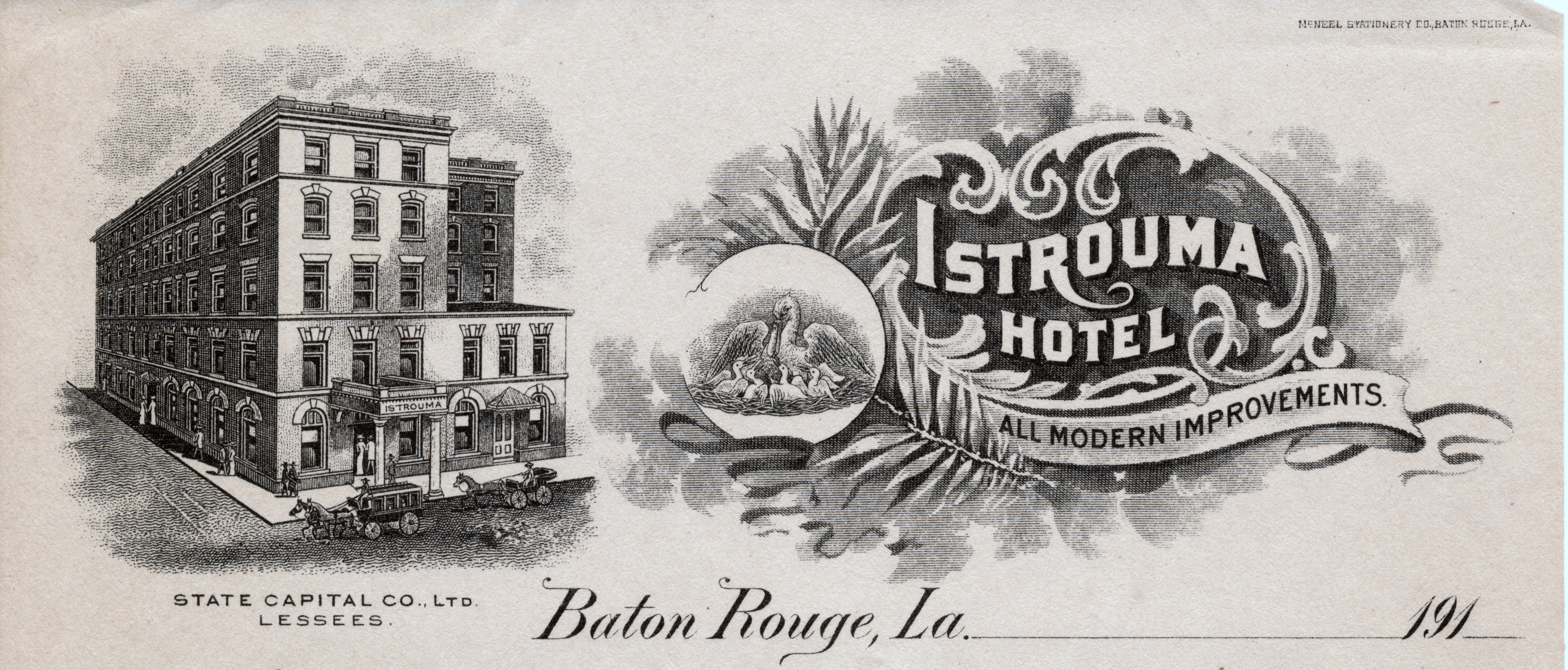
Papier à en-tête de l'Istrouma Hotel, Baton Rouge, Etats-Unis, dans les années 1910
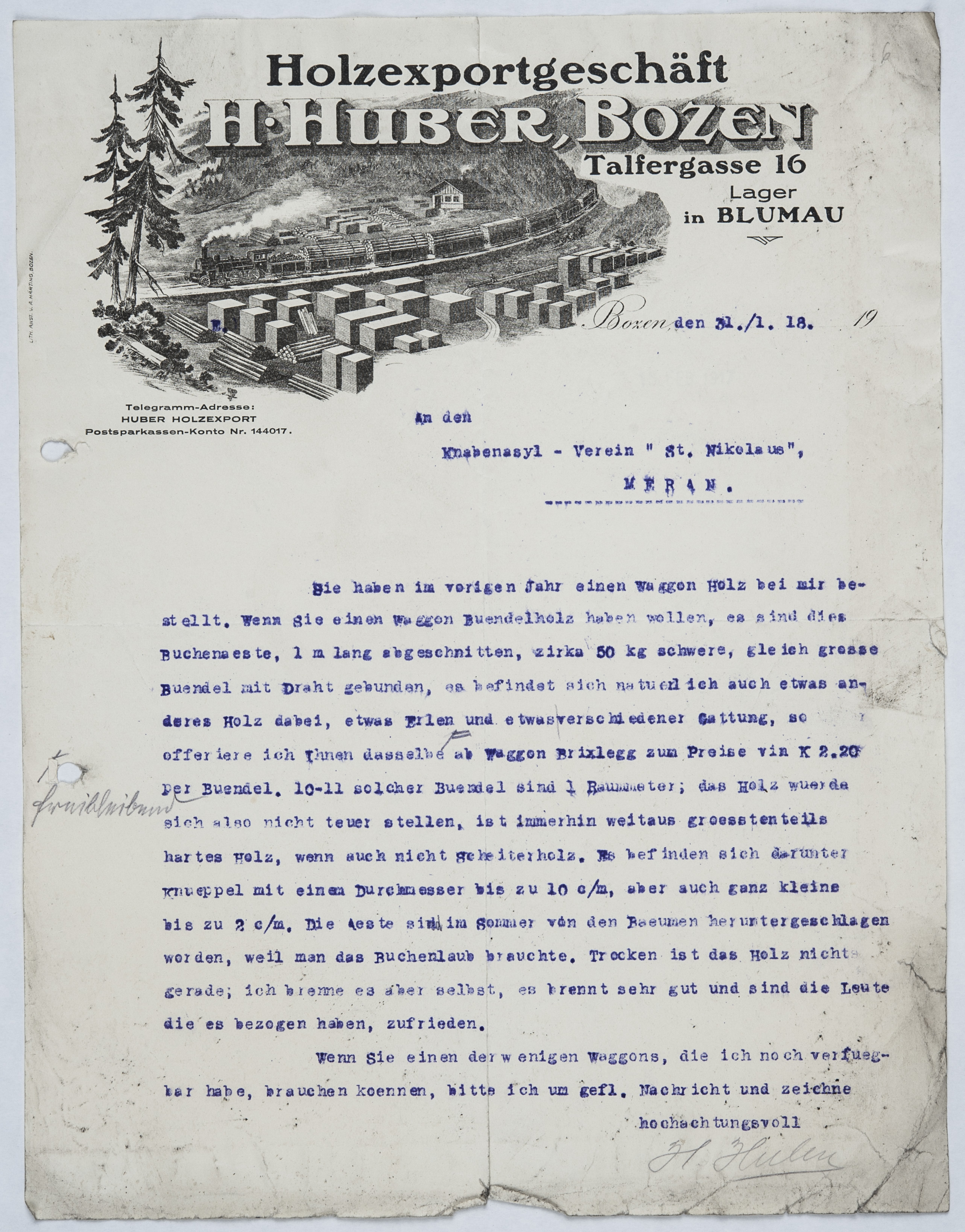
Papier à en-tête de Wood Industry Huber de Bozen, Italie, 1918